# Marco Arrecino Clemente (prefecto 70)
Marco Arrecino Clemente (segunda mitad del Siglo I), fue prefecto de la guardia imperial romana, conocida popularmente como la Guardia Pretoriana a principios del reinado del emperador Tito Flavio Vespasiano (70 - 71).   

## Carrera
Clemente alcanzó este cargo gracias a un nombramiento personal de Vespasiano, que había sido presionado por el aliado político del emperador, Cayo Licinio Muciano. El cambio de prefecto del pretorio se debió a la creciente preocupación que causaba la influencia de su predecesor, Arrio Varo. Según Tácito, el nombramiento de Clemente se debió a la posición de la que había gozado su padre Marco Arrecino Clemente en el año 38, durante el reinado del inestable emperador Calígula y a que su hermana Arrecina Tértula, había estado casada con Tito hasta su fallecimiento en 65.  
En junio del año 71, Clemente fue reemplazado por el hijo mayor de Vespasiano, Tito. Fue nombrado consul suffectus en dos ocasiones (73 y 85), y ostentó el cargo de gobernador de la provincia de Hispania Tarraconensis (74 - 82). Su carrera terminó con su nombramiento como Praefectus Urbis en el año 86. Se cree que murió en algún momento durante el reinado del hijo menor de Vespasiano, Tito Flavio Domiciano.